# Ильин, Пётр Ефремович
Пётр Ефремович Ильин (7 июля 1922, Безменово, Ново-Николаевская губерния — 13 июля 1982, Иркутск) — советский военнослужащий, участник Великой Отечественной войны, полный кавалер ордена Славы, помощник командира взвода 8-й отдельной разведывательной роты (24-я стрелковая дивизия, 18-я армия, 4-й Украинский фронт), сержант.

## Биография
Пётр Ефремович Ильин родился в крестьянской семье в посёлке Безменово Черепановского уезда Ново-Николаевской губернии (в настоящее время Черепановский район Новосибирской области). В 1936 году окончил 6 классов школы. Работал буровым мастером в Иркутском геологоуправлении.
В июле 1942 года Могочинским райвоенкоматом Читинской области был призван в ряды Красной армии. С октября 1942 года на фронтах Великой Отечественной войны.
Красноармеец Ильин в составе группы в районе посёлка Перегинское (в 1938 км юго-западнее Ивано-Франковска) 28 июля 1944 года по заданию командования был направлен в тыл противника для захвата контрольного пленного. В ходе выполнения задания старший группы был ранен. Тогда Ильин взял командование на себя, изменил пункт нападения и, ворвавшись с группой в траншею противника, захватил 2-х пленных, которые сообщили командованию ценные сведения. Приказом по 24-й стрелковой дивизии от 24 августа 1944 года он был награждён орденом Славы 3-й степени.
Красноармеец Ильин 18 августа 1944 года в районе города Сколе Дрогобычской области (в настоящее время Львовская область) незаметно провёл группу разведчиков в тыл противника и углубился в него на 15 км. В указанном им районе они захватили 3-х контрольных пленных и 2-х вьючных лошадей. Захваченные ими пленные дали ценные сведения. Приказом по войскам 18-й армии от 12 октября 1944 года он был награждён орденом Славы 2-й степени.
Сержант Ильин 24 апреля 1945 года с 4 бойцами перешёл передний край обороны противника в районе Ружомберок (Словакия), выявил силы и средства врага, а на обратном пути уничтожил 5 солдат противника и одного взял в плен. 5 мая 1945 года в районе города Фридлант (Чехия) вместе с группой разведчиков вывел из строя ещё несколько солдат противника. Лично Ильин уничтожил 3-х солдат, в том числе унтер-офицера. Всего на боевом счету Ильина 22 контрольных пленных, много раз ходил в тыл противника, добывая ценные сведения. Указом Президиума Верховного Совета СССР от 15 мая 1946 года он был награждён орденом Славы 1-й степени
Сержант Ильин был демобилизован в октябре 1946 года. Жил в городе Иркутск. Работал старшим буровым мастером Иркутской комплексной экспедиции гидрологии.
Скончался Пётр Ефремович Ильин 13 июля 1982 года.